# High-Speed Downlink Packet Access
High-Speed Downlink Packet Access (HSDPA) je protokol mobilní telefonie označovaný také jako technologie 3.5G – tříapůlté generace. Objevil se v 5. vydání standardu UMTS. HSDPA je dostupné jak pro UMTS FDD tak pro UMTS TDD.
HSDPA zvyšuje podstatně přenosovou rychlost pro downlink, která ve starší verzi UMTS Release 99 (nebo Release 3) byla pouze 384 kbit/s.

## Popis
HSDPA je založeno na několika inovacích architektury sítě, díky nimž se dosahuje nižšího zpoždění, rychlejších reakcí na změnu kvality kanálu a zpracování H-ARQ, tedy Hybrid automatic repeat request, hybridního automatického požadavku na opakování přenosu.
Další změny jsou provedeny přímo na radiové části sítě, tedy na RNC (Radio Network Controler) a Node B (základnová stanice). Hlavní změnou, která přispívá ke zrychlení toku dat a odstranění zpoždění a rozptylu, je přesunutí některých úkolů ze samotného RNC na Node B. Základnové stanice se nyní namísto RNC starají o plánování a řízení přímo na Vrstvě 1, většina funkcí MAC důležitých právě pro zpoždění a rozptyl dat je z RNC v 5. vydání přesunuta na Node B. Díky tomu data urazí kratší trasu před tím, než se dekódují a třeba se zjistí, že něco není s nimi v pořádku a že je potřeba poslat je znovu. Snižují se tím nároky na dobu jejich přenosu, ale i na RNC, naopak je potřeba výkonnější hardware Node B. MAC (Medium Access Control, Řízení přístupu k médiu) se v Release 5 nově nazývá MAC-HS, čímž dává tato funkce najevo, že je dislokována na Node B.
Oproti Release 99 zavádí HSDPA nová schémata pro přenos paketových dat. Namísto rychlého řízení vysílacího výkonu a proměnného faktoru rozprostření se používá dynamická adaptivní modulace a kódování, vícekódové operace, rychlé plánování a opakované odesílání na fyzické vrstvě.
Díky HSDPA bude u W-CDMA sítí (tedy evropského UMTS) teoreticky možné nabízet sdílené rychlosti maximálně 14,4 Mbit/s (maximální rychlost na jednu buňku), efektivní rychlosti budou podstatně nižší a při startu HSDPA se očekává, že mobilní terminály budou schopny využívat rychlosti maximálně do 1,8 Mbit/s. Rychlost 14,4 Mbit/s pro jedno zařízení se nedá v dohledné době očekávat při této rychlosti by totiž terminál (telefon) musel najednou používat 15 kanálů (tedy kódů) současně a všechny časové sloty čímž by pro sebe spotřeboval celou kapacitu jednoho sektoru.

## Parametry
| Parametr                      | Popis                         |
| ----------------------------- | ----------------------------- |
| Generace                      | 3G                            |
| Rok spuštění                  | 2005                          |
| Typ přístupu                  | WB-CDMA                       |
| Modulace                      | QPSK/16-QAM                   |
| Kódování                      | 1/4; 2/4; 3/4; 4/4            |
| Kmitočtové pásmo              | 873 MHz, 1,9 GHz              |
| Párové kmitočty               | 1920-1980 MHz + 2110-2170 MHz |
| Nepárové kmitočty             | 1910-1920 MHz + 2010-2025 MHz |
| Šířka kanálu                  | 5 MHz                         |
| Počet kanálů                  | 15                            |
| Vysílací pásmo BTS            | 1910-1920 MHz + 1920-1980 MHz |
| Vysílací pásmo MS             | 2110-2170 MHz + 2010-2025 MHz |
| Průměrná uživatelská rychlost | 550–1 100 kbit/s              |
| Třída                         | 1 až 12                       |
| Download speed                | 1 107 kbit/s                  |
| Upload speed                  | 384 kbit/s                    |
| Teoretická max. přenos. rych. | 14,4 Mbit/s na buňku          |

## Třídy HSDPA terminálů
| Třída | Max. počet HS-DSCH kódů | Modulace      | Max. rychlost [Mbit/s] |
| ----- | ----------------------- | ------------- | ---------------------- |
| 1     | 5                       | QPSK a 16-QAM | 1,2                    |
| 2     | 5                       | QPSK a 16-QAM | 1,2                    |
| 3     | 5                       | QPSK a 16-QAM | 1,8                    |
| 4     | 5                       | QPSK a 16-QAM | 1,8                    |
| 5     | 5                       | QPSK a 16-QAM | 3,6                    |
| 6     | 5                       | QPSK a 16-QAM | 3,6                    |
| 7     | 10                      | QPSK a 16-QAM | 7,3                    |
| 8     | 10                      | QPSK a 16-QAM | 7,3                    |
| 9     | 15                      | QPSK a 16-QAM | 10,2                   |
| 10    | 15                      | QPSK a 16-QAM | 14,4                   |
| 11    | 5                       | pouze QPSK    | 0,9                    |
| 12    | 5                       | pouze QPSK    | 1,8                    |